# Call Your Girlfriend
"Call Your Girlfriend" är en låt av den svenska artisten Robyn från hennes sjunde studioalbum Body Talk (2010). Den släpptes som albumets andra singel den 1 april 2011. Låten skrevs av Robyn, Klas Åhlund och Alexander Kronlund. Åhlund tog även hand om produktionen, med assistans av Billboard.
Låten hamnade på förstaplats på Hot Dance Club Songs i USA.
En cover på låten i akustisk version släpptes 2012 på både Spotify (som bonusspår albumet Colours) och Youtube av den danska artisten Christopher.

## Listplaceringar
| Lista (2011) | Topplacering |
| ------------ | ------------ |
| Belgien      | 8            |
| Nya Zeeland  | 17           |
| Sverige      | 43           |

### Fotnoter
1. ↑  ”Call Your Girlfriend” (på engelska). Ultrapop. 10 mars 2011. http://www.ultratop.be/nl/showitem.asp?interpret=Robyn&titel=Call+Your+Girlfriend&cat=s. Läst 16 maj 2012.
2. ↑  ”Call Your Girlfriend” (på engelska). New Zealand Charts. 10 mars 2011. Arkiverad från originalet den 19 oktober 2012. https://web.archive.org/web/20121019003942/http://www.charts.org.nz/showitem.asp?interpret=Robyn&titel=Call+Your+Girlfriend&cat=s. Läst 16 maj 2012.
3. ↑  ”Call Your Girlfriend” (på engelska). Swedish Charts. 10 mars 2011. http://hitparad.se/showitem.asp?interpret=Robyn&titel=Call+Your+Girlfriend&cat=s. Läst 16 maj 2012.